# Григорьев, Сергей Тимофеевич
Сергей Тимофеевич Григо́рьев (настоящая фамилия — Григорьев-Патрашкин, 2 [14] октября 1875, Сызрань, Симбирская губерния, Российская империя — 20 марта 1953, Москва, СССР) — советский писатель, автор исторических, приключенческих и фантастических произведений для детей и юношества.

## Биография

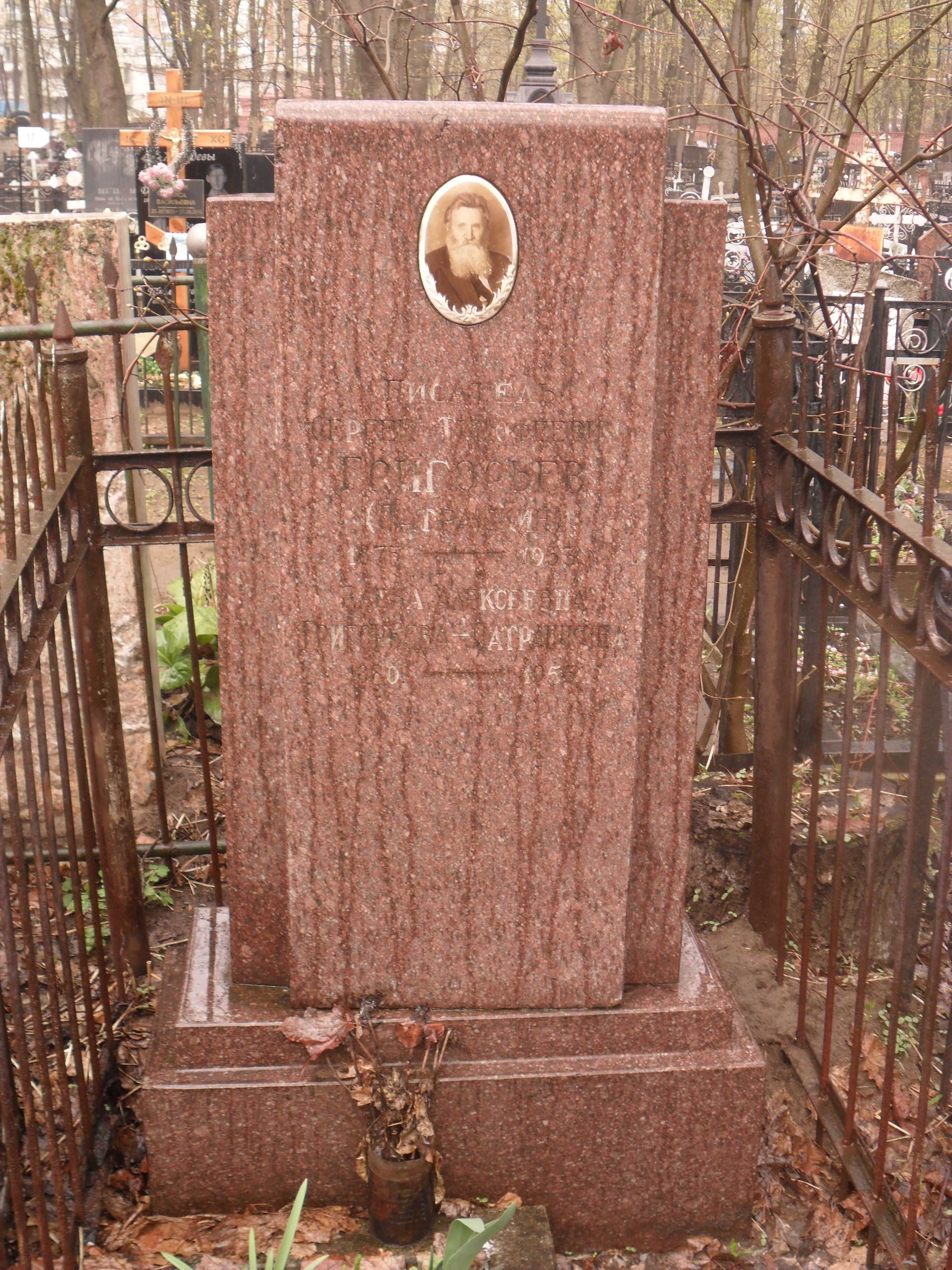
Могила Григорьева на Ваганьковском кладбище.

Сергей Тимофеевич Григорьев родился 2 (14) октября 1875 года в Сызрани Симбирской губернии (ныне Самарской области) в семье железнодорожника. После окончания реального училища поступил в Санкт-Петербургский электротехнический институт. Однако ему удалось проучиться только 3 года, так как в семье не хватало денег и родители не смогли платить за обучение. Он вернулся в родной город, стал давать частные уроки, работал на местной электростанции. В 1900 году он смог вернуться в Санкт-Петербург и вновь поступить в электротехнический институт, но вскоре был отчислен за участие в студенческой демонстрации на Казанской площади.
Первый рассказ Григорьева «Нюта» был опубликован в 1899 году в «Самарской газете», в которой тогда работал Максим Горький. С 1901 года для Григорьева началась кочевая жизнь провинциального журналиста. Вплоть до 1917 года он жил во многих городах Поволжья и только в 1922 году обосновался в Сергиевом Посаде под Москвой.
Умер 20 марта 1953 года. Похоронен в Москве на Ваганьковском кладбище (участок № 17).
Сын — учёный Виктор Григорьев.

## Интересные факты
В 1914 году Григорьев написал публицистическую статью о русском языке. На неё ответил Ленин статьёй «Нужен ли обязательный государственный язык?». Сам Григорьев узнал о ленинской статье только в 1945 году.

## Награды
- орден Трудового Красного Знамени (14.10.1945)
- медали

### Экранизации
- 1927 — Аня (Тайна Ани Гай) — по рассказам «С мешком за смертью» и «Тайна Ани Гай».